# 昌栄印刷
昌栄印刷株式会社（しょうえいいんさつ）は、大阪府大阪市生野区に本社を置き、有価証券やカードの印刷などを手掛ける日本の企業。巴川コーポレーションの連結子会社。

## 沿革
- 1907年（明治40年） - 創業
- 1918年（大正7年） - 株式会社昌栄堂印刷所設立。
- 1945年（昭和20年） - 現在の社名に変更。
- 2020年（令和2年） - 巴川製紙所が株式を追加取得し、巴川製紙所の子会社である三和紙工が保有している昌栄印刷株式と合わせた持分比率が40%を超えたため、巴川製紙所の連結子会社となる[1]。

## 工場
- 大阪工場
- 川崎工場